# Violante di Monferrato
Violante (Irene) degli Aleramici, conosciuta anche come Jolanda o Irene di Bisanzio (1274 – Costantinopoli, 1317), dopo il matrimonio con Andronico II Paleologo di Bisanzio divenne basilissa dei Romei (Imperatrice d'Oriente) prendendo il nome di Irene.

## Biografia
Violante, figlia di Guglielmo VII, il Gran Marchese e della sua moglie Beatrice di Castiglia, fu promessa in sposa a Andronico II Paleologo, per consolidare i rapporti che ancora legavano gli Aleramici all'Oriente, divenendo imperatrice con il nome di Irene. 
In Monferrato, intanto, si spegneva nel 1305 il marchese Giovanni I, fratello di Violante, e ultimo marchese della stirpe di Aleramo. Nel suo testamento, Giovanni esprimeva la scelta del suo erede nella figura di Teodoro, figlio di Violante ed Andronico: questi, nel giro di un anno, sbarcò in Liguria e si preparò a combattere Manfredo IV di Saluzzo, che avanzava pretese al trono di Chivasso e di Moncalvo.

## Figli
- Giovanni Paleologo (1286-1308)
- Teodoro I del Monferrato (1291-1338)
- Demetrio Angeloducas Paleologo (?- 1343)
- Bartolomeo Paleologo
- Isacco Paleologo
- Teodora Paleologa
- Simona Paleologina (1294-1336)

## Ascendenza
|                              |                             |                         | Genitori               |  |  | Nonni |  |  | Bisnonni                    |  |  | Trisnonni                  |  |
|                              |                             |                         |                        |  |  |       |  |  | Guglielmo VI del Monferrato |  |  | Bonifacio I del Monferrato |  |
|                              |                             |                         |                        |  |  |       |  |  | Guglielmo VI del Monferrato |  |  | Bonifacio I del Monferrato |  |
|                              |                             | Elena del Bosco         |                        |  |  |       |  |  | Guglielmo VI del Monferrato |  |  |                            |  |
| Bonifacio II del Monferrato  |                             |                         |                        |  |  |       |  |  | Guglielmo VI del Monferrato |  |  |                            |  |
|                              |                             | Berta di Clevesana      | Bonifacio di Clavesana |  |  |       |  |  |                             |  |  |                            |  |
|                              |                             | Berta di Clevesana      | Bonifacio di Clavesana |  |  |       |  |  |                             |  |  |                            |  |
|                              |                             | Berta di Clevesana      | …                      |  |  |       |  |  |                             |  |  |                            |  |
| Guglielmo VII del Monferrato |                             | Berta di Clevesana      |                        |  |  |       |  |  |                             |  |  |                            |  |
|                              |                             | Amedeo IV di Savoia     | Tommaso I di Savoia    |  |  |       |  |  |                             |  |  |                            |  |
|                              |                             | Amedeo IV di Savoia     | Tommaso I di Savoia    |  |  |       |  |  |                             |  |  |                            |  |
|                              |                             | Amedeo IV di Savoia     | Margherita di Ginevra  |  |  |       |  |  |                             |  |  |                            |  |
| Margherita di Savoia         |                             | Amedeo IV di Savoia     |                        |  |  |       |  |  |                             |  |  |                            |  |
|                              |                             | Margherita di Borgogna  | Ugo III di Borgogna    |  |  |       |  |  |                             |  |  |                            |  |
|                              |                             | Margherita di Borgogna  | Ugo III di Borgogna    |  |  |       |  |  |                             |  |  |                            |  |
|                              |                             | Margherita di Borgogna  | Beatrice d'Albon       |  |  |       |  |  |                             |  |  |                            |  |
| Violante di Monferrato       |                             | Margherita di Borgogna  |                        |  |  |       |  |  |                             |  |  |                            |  |
|                              | Ferdinando III di Castiglia | Alfonso IX di León      |                        |  |  |       |  |  |                             |  |  |                            |  |
|                              | Ferdinando III di Castiglia | Alfonso IX di León      |                        |  |  |       |  |  |                             |  |  |                            |  |
|                              | Ferdinando III di Castiglia | Berenguela di Castiglia |                        |  |  |       |  |  |                             |  |  |                            |  |
| Alfonso X di Castiglia       | Ferdinando III di Castiglia |                         |                        |  |  |       |  |  |                             |  |  |                            |  |
|                              |                             | Beatrice di Svevia      | Filippo di Svevia      |  |  |       |  |  |                             |  |  |                            |  |
|                              |                             | Beatrice di Svevia      | Filippo di Svevia      |  |  |       |  |  |                             |  |  |                            |  |
|                              |                             | Beatrice di Svevia      | Irene Angela           |  |  |       |  |  |                             |  |  |                            |  |
| Beatrice di Castiglia        |                             | Beatrice di Svevia      |                        |  |  |       |  |  |                             |  |  |                            |  |
|                              |                             | Giacomo I d'Aragona     | Pietro II d'Aragona    |  |  |       |  |  |                             |  |  |                            |  |
|                              |                             | Giacomo I d'Aragona     | Pietro II d'Aragona    |  |  |       |  |  |                             |  |  |                            |  |
|                              |                             | Giacomo I d'Aragona     | Maria di Montpellier   |  |  |       |  |  |                             |  |  |                            |  |
| Violante d'Aragona           |                             | Giacomo I d'Aragona     |                        |  |  |       |  |  |                             |  |  |                            |  |
|                              |                             | Iolanda d'Ungheria      | Andrea II d'Ungheria   |  |  |       |  |  |                             |  |  |                            |  |
|                              |                             | Iolanda d'Ungheria      | Andrea II d'Ungheria   |  |  |       |  |  |                             |  |  |                            |  |
|                              |                             | Iolanda d'Ungheria      | Iolanda di Courtenay   |  |  |       |  |  |                             |  |  |                            |  |
|                              |                             | Iolanda d'Ungheria      |                        |  |  |       |  |  |                             |  |  |                            |  |